# Alexandre Tansman
Alexandre Tansman (ook: Aleksander Tansman) (Łódź, 11 juni 1897 – Parijs, 15 november 1986) was een Pools-Frans componist, dirigent en pianist.

## Levensloop
Tansman werd als zoon van Frans-sprekende Joodse ouders in Łódź geboren en groeide daar ook op. Al op 4-jarige leeftijd kreeg hij pianolessen en op 8-jarige leeftijd begon hij te componeren. Hij studeerde van 1908 tot 1914 piano en compositie bij Wojciech Gawroński aan het conservatorium van Łódź. Vervolgens vertrok hij naar Warschau en studeerde rechten aan de Universiteit van Warschau en promoveerde in 1918. Tegelijkertijd studeerde hij aan het conservatorium van Warschau contrapunt bij Piotr Rytel en compositie bij Henryk Melcer-Szczawiński.
Nadat hij bij de eerste compositiewedstrijd in 1919 van de Polski Klub Artystyczny (Poolse Artiestenclub) in Warschau met de werken Romans (Romance) (1918-1919) voor viool en piano, Impresję (Impressie) (1918-1919) voor piano en Preludium H-dur (Preludium in B) (1918-1919) voor piano drie prijzen had gewonnen, vertrok hij naar Parijs. Hier maakte hij kennis met de grote componisten van die tijd zoals Maurice Ravel, Albert Roussel, Arthur Honegger, Darius Milhaud, Andrés Segovia en Igor Stravinsky. Hij begeleidde Maurice Ravel in 1928-1929 op diens concerttournee door de Verenigde Staten.
Al in het begin van de jaren dertig was Tansman een belangrijk lid van wat wel de Parijse School wordt genoemd, een groep kunstenaars in Parijs aan het begin van de 20e eeuw, onder wie veel buitenlanders. In 1932 en 1933 maakte hij een concerttournee door de hele wereld, waarbij hij Hawaï aandeed, door de Verenigde Statenreisde, en Japan, China, de Filipijnen, Singapore, Nederlands-Indië, Maleisië, Ceylon, India, Egypte, Palestina en Griekenland bezocht. In 1937 was hij jurylid van de Koningin Elisabethwedstrijd voor viool in Brussel. In 1938 kreeg hij de Franse nationaliteit. Inmiddels was hij gescheiden van zijn eerste vrouw, Anna Eleonora Brociner. In 1937 trad hij in het huwelijk met de Franse pianiste Collette Cras, een van de dochters van de componist Jean Cras.
Als Joods componist met verbinding tot de muzikale moderne werd hij al spoedig tot speelbal van de wereldgebeurtenissen. Zijn naam verscheen in 1938 in de beruchte, door de nazi's gepropageerde en geënsceneerde expositie Entartete Musik, en na de deling van Frankrijk vluchtte hij in 1940 naar Nice. Zijn emigratie in 1941 via Lissabon naar de Verenigde Staten met zijn echtgenote en hun dochters, die beide nog zuigelingen waren, werd mogelijk gemaakt door grote steun van Charlie Chaplin, Arturo Toscanini, Sergej Koesevitski, Eugene Ormandy en Jascha Heifetz. In Los Angeles vond hij al spoedig een groep van Exil-kunstenaars. Hij werd een goede vriend en dagelijks bezoeker van Igor Stravinsky, over wie hij in 1948 een biografie schreef.
Na het einde van de Tweede Wereldoorlog kwam hij in 1946 eindelijk naar Frankrijk terug, omdat hij - zoals hij later steeds verklaarde - "Europa met heel zijn narigheid boven een goed leven in Amerika verkoos". Tot het einde van zijn leven componeerde hij, en hij schreef rond 300 werken. Tansman beleefde een carrière, die hem niet uitsluitend met de grote componisten van zijn tijd samenbracht, maar ook met talrijke persoonlijkheden van historische betekenis. Maar weinig componisten hebben een audiëntie bij de keizer Hirohito van Japan gekregen, of waren zes dagen persoonlijke gast van Mahatma Gandhi, hebben samen met George Gershwin aan de orkestratie van hun An American in Paris gewerkt, en de persoonlijke hulp van Charlie Chaplin kunnen genieten. Aan het einde van zijn leven was de wereldburger Tansman in drie van de hoogste Academiën van de Kunsten - in Frankrijk, België en in het vaderland Polen.

## Composities

### Werken voor orkest

#### Symfonieën
- 1917 Symfonie Nr. 1
- 1926 Symfonie Nr. 2 in a-klein
- 1931 Symfonie Nr. 3 - "Symphonie concertante", voor viool, altviool, cello, piano en orkest
- 1936-1939 Symfonie Nr. 4
- 1942 Symfonie Nr. 5 in d
- 1944 Symfonie Nr. 6 - "In memoriam", voor gemengd koor en orkest
- 1944 Symfonie Nr. 7 - "Lyrique"
- 1948 Symfonie Nr. 8 - "Musique pour orchestre"
- 1957-1958 Symfonie Nr. 9

#### Soloconcerten met orkest
- 1925 Concert Nr. 1 voor piano en orkest
- 1927 Concert Nr. 2 voor piano en orkest
- 1928 Suite, voor twee piano's en orkest
- 1929 Suite dans le style ancien, voor piano en klein orkest
- 1931 Concertino, voor piano en orkest
- 1936 Fantaisie, voor cello en orkest
- 1936-1937 Concerto, voor altviool en orkest
- 1937 Concerto, voor viool en orkest
- 1937 Fantaisie, voor piano en orkest
- 1943 Concertstuk, voor piano (voor de linkerhand) en orkest
- 1944 Partita no 2, voor piano en orkest
- 1945 Concertino, voor gitaar en orkest
- 1952 Concertino, voor hobo, klarinet en strijkorkest
- 1963 Concerto, voor cello en orkest
- 1968 Suite concertante, voor hobo en kamerorkest
- 1968 Concertino, voor dwarsfluit, strijkorkest en piano

#### Andere orkestwerken
- 1915-1916 Prometheus, symfonisch gedicht
- 1916-1917 Toison d’or (het Gulden vlies, symfonisch gedicht
- 1919 Prélude symphonique
- 1920 Vision nocturne, symfonische impressies voor orkest
- 1923 La Danse de la sorcière uit het ballet «Le Jardin du paradis», voor orkest
- 1923 Légende
- 1924 Sinfonietta, voor kamerorkest
- 1926 Ouverture symphonique, voor groot orkest
- 1927 Esquisse, voor orkest
- 1927 La Nuit kurde, symfonische suite uit de opera
- 1928-1929 Toccata, voor orkest
- 1930 Cinq Pièces, voor viool en klein orkest
- 1930 Triptyque, voor strijkorkest
- 1931 Quatre danses polonaises
- 1932 Deux moments symphoniques
- 1933 Deux pièces, voor orkest
- 1933 Partita, voor strijkorkest
- 1933 Rapsodie hébraïque, voor klein orkest
- 1934 Deux intermezzi
- 1935 Deux images de la Bible
- 1937 Variations sur un thème de Frescobaldi
- 1937 Suite no 1, voor kamerorkest
- 1938 Rapsodie hébraïque, voor orkest
- 1938-1939 Deux Chorals de Johann Sebastian Bach
- 1940 Rapsodie polonaise
- 1940-1942 Études symphoniques
- 1941 Study in Boogie-woogie
- 1943 Sérénade nr 3, voor orkest
- 1944 Divertimento, voor kamerorkest
- 1944 Grzech pierworodny (The Genesis), voor spreker en orkest, (in samenwerking met:Arnold Schönberg, Darius Milhaud, Igor Stravinsky, Mario Castelnuovo-Tedesco, Ernst Toch, Nathaniel Shilkret) verhaal naar Genesis
- 1946 Le cantique des cantiques, muzikaal gedicht voor kamerorkest
- 1947 Musique pour cordes, «Quatuor no 7», voor strijkkwartet en strijkorkest
- 1949 Allegro sinfonico
- 1949 "Suite dans le goût espagnol" uit «Voyage de Magellan», voor orkest
- 1949-1956 Musique de table
- 1954 Capriccio, voor orkest
- 1954 Concerto, voor orkest
- 1956 4 mouvements symphoniques
- 1962 Six Études, voor orkest
- 1963 Six Mouvements, voor strijkorkest
- 1968 Quatre Mouvements, voor orkest
- 1969 Diptyque, voor kamerorkest
- 1969 Hommage à Erasme de Rotterdam
- 1972 Stèle in memoriam d'Igor Stravinsky
- 1975 Élégie, voor orkest
- 1978 Apostrophe to Sion
- 1978 Sinfonietta no 2, voor kamerorkest
- 1978-1979 Les dix Commandements

### Werken voor harmonieorkest
- 1945 Fanfare (opgedragen aan Frankrijk) voor koperblazers en slagwerk
- Carnival suite

### Muziektheater

#### Opera's
| Voltooid in | titel                         | aktes             | première                                        | libretto                                |
| ----------- | ----------------------------- | ----------------- | ----------------------------------------------- | --------------------------------------- |
| 1927        | La nuit kurde                 | Prolog en 3 aktes | 1927, Radio Parijs                              | Jean-Richard Bloch                      |
| 1938        | La Toison d'or                | 3 aktes           | 13 april 1947, Parijs                           | Salvador de Madariaga                   |
| 1948        | Le Roi qui jouait le fou      | 2 aktes           |                                                 | René Laporte                            |
| 1953        | Le Serment                    | 2 schilderijen    | 1954, Parijs                                    | Dominique Vincent naar Honoré de Balzac |
| 1957-1958   | Sabbataï Zévi, le faux messie | Prolog en 4 aktes | 3 maart 1961 Parijs, Théâtre des Champs-Élysées | Nathan Bistritzky                       |
| 1963        | L'usignolo di Boboli          | 1 akte            | 21 juli 1965, Nice                              | Mario Labroca                           |
| 1973-1974   | Georges Dandin                | 3 aktes           | 25 juli 1974, Sarlat-la-Canéda                  | naar Molière                            |

#### Balletmuziek
| Voltooid in | titel                                | aktes       | libretto                              | choreografie       |
| ----------- | ------------------------------------ | ----------- | ------------------------------------- | ------------------ |
| 1922        | Le jardin du paradis                 | 4 taferelen | Hans Christian Andersen               |                    |
| 1923        | Sextuor (wersja radiowa) radioballet | 1 akte      | naar een verhaal van Alexandre Arnoux | Olga Preobrazenska |
| 1927        | Lumières                             | 4 scènes    | André Couroy                          |                    |
| 1929        | Le cercle éternel                    | 2 taferelen |                                       | Jean Börlin        |
| 1935        | Bric-à-brac                          | 3 taferelen | Alexandre Arnoux                      | W. Ignatow         |
| 1935        | La grande ville                      | 3 taferelen |                                       | Kurt Jooss         |
| 1946        | He, She and I                        |             |                                       |                    |
| 1951        | Le train de nuit                     |             |                                       | Kurt Jooss         |
| 1962        | Résurrection                         | 4 taferelen | Pierre Médecin, naar Léon Tolstoï     | Françoise Adret    |

### Vocale muziek
- 1918 8 mélodies japonaises, voor zang-stem en orkest
- 1925 Deux Chansons
- 1933 Chants hébraïques, voor zangstem en piano
- 1934 Six Songs, voor zangstem en orkest - tekst: Princesse Nadejda de Bragança
- 1937 Concerto, voor alt en orkest
- 1945 Deux chants religieux anciens polonais, voor gemengd koor en orgel
- 1945 Prière hébraïque „Kol-Nidrei”, voor tenor, gemengd koor en orgel
- 1946 Ma Tovu – How Fair are the Tents, voor tenor of bariton solo, gemengd koor en orgel
- 1946 Ponctuation française, voor zangstem en kamerorkest - tekst: Charles Oulmont
- 1950 Isaïe le prophète, symfonisch oratorium voor solisten, gemengd koor en orkest
- 1951 Quatre prières, voor gemengd koor
- 1952 Trois madrigaux de Michel-Ange, voor gemengd koor
- 1960-1961 Psaumes (CXVIII - CXIX - CXX), voor tenor solo, gemengd koor en orkest - tekst: René Dumesnil
- 1977 Apostrophe à Zion, cantate voor gemengd koor en orkest
- 1979 Huit Stèles de Victor Segalen, voor zangstem en kamerorkest

### Kamermuziek
- 1914-1915 Mélodie, voor viool en piano
- 1917 Strijkkwartet Nr. 1
- 1918-1919 Romans (Romance), voor viool en piano
- 1922 Strijkkwartet Nr. 2
- 1924 Sonata quasi una fantasia, voor viool en piano
- 1925 Strijkkwartet Nr. 3
- 1929 Suite-Divertissement, voor viool, altviool, cello en piano
- 1931-1932 Septuor, voor fluit, hobo, klarinet, fagot, trompet, altviool en cello
- 1935 Strijkkwartet Nr. 4
- 1937 Sérénade nr 2, voor viool, altviool en cello
- 1940 Strijkkwartet Nr. 5
- 1944 Strijkkwartet Nr. 6
- 1947 Strijkkwartet Nr. 7
- 1949 Musique, voor blazersoktet
- 1956 Strijkkwartet Nr. 8

### Werken voor orgel
- 1938 Introduction et fugue
- 1945 Passacaglia et fugue
- 1954-1955 Deux pièces hébraïques

### Werken voor piano
- 1915 Sonata fortepianowa nr 1 As-dur
- 1916-1917 Valse et berceuse
- 1917-1924 Vingt pièces faciles sur des mélodies populaires polonaises
- 1918-1919 Impresję (Impressie), voor piano
- 1918-1919 Preludium H-dur (Preludium H-groot), voor piano
- 1922 Trois études transcendantes
- 1929 Sonate nr 2
- 1930 Sonatine transatlantique
- 1930 Arabesques, zes stukken voor piano
- 1933 Le Tour du Monde en Miniature
- 1934 Cinq impressions
- 1937 Préludes en forme de blues
- 1937 Le Géant
- 1941 Quatre danses polonaises
- 1944 R’Hitia, Joodse dans voor piano
- 1945 Esquisses javanaises

### Werken voor gitaar
- 1951 Cavatine
- 1954-1957 Suite pour Segovia
- 1962 Suite in modo polonico
- 1966 Hommage à Chopin
- 1982 Hommage à Lech Wałęsa, mazurka

### Filmmuziek
- 1932 Poil de Carotte
- 1942 Flesh and Fantasy
- 1945 Paris Underground
- 1945 Destiny
- 1946 Sister Kenny
- 1964 The Bargee